# Факультет комп'ютерно-інформаційних систем і програмної інженерії ТНТУ імені Івана Пулюя
Факультет комп'ютерно-інформаційних систем і програмної інженерії Тернопільського національного технічного університету імені Івана Пулюя — структурний підрозділ Тернопільського національного технічного університету імені Івана Пулюя.

## Склад факультету
До складу факультету входять три випускові кафедри «Комп'ютерних наук», «Комп'ютерної інженерії», «Програмної інженерії», кафедра фундаментальної підготовки «Фізики» й загальноінженерна кафедра «Інформатики та математичного моделювання», які проводять підготовку за освітньо-кваліфікаційним рівнем «бакалавр» за напрямами — 6.050101 «Комп'ютерні науки», 6.050102 «Комп'ютерна інженерія» та 6.050103 «Програмна інженерія»; за освітньо-кваліфікаційними рівнями «спеціаліст», «магістр» за спеціальностями 7.080401, 8.080401 «Інформаційні управляючі системи та технології», 7.091501 «Комп'ютерні системи та мережі».
Професорсько-викладацький корпус факультету налічує 56 осіб. Серед них: 2 дійсних члени та 3 члени-кореспонденти галузевих академій наук України, 10 докторів наук, професорів, 30 кандидатів наук, доцентів, 18 старших викладачів та асистентів.
Матеріально-технічна база факультету становить 18 спеціалізованих науково-дослідних та навчальних лабораторій і комп'ютерних класів, обладнаних сучасним устаткуванням і електронними засобами ведення навчального процесу, забезпечених навчально-методичною літературою та оснащених понад 130 комп'ютерами, об'єднаними у єдину локальну мережу з доступом до електронних ресурсів бібліотеки і мережі Internet.
Наукові школи: «Статистичні методи в теорії передавання та перетворення інформаційних сигналів» (незмінним керівником до 2007 року був Лауреат державної премії України в галузі науки і техніки, д.ф.-м.н., професор Б. Г. Марченко; з 2007 року після смерті Б. Г. Марченка керівником школи став Лауреат державної премії України в галузі науки і техніки, д.т. н., професор Л. М. Щербак), «Дослідження електричних і магнітних властивостей матеріалів з вузькими зонами провідності» (керівник — д.ф.-м.н., професор Л. Д. Дідух), «Оптимізація керування напружено-деформованим станом деформівних твердих тіл» (керівник — академік Інженерної Академії України, Заслужений діяч науки і техніки України, д.ф.-м.н., професор О. М. Шаблій), «Моделювання та статистичний аналіз і прогноз ритмічних сигналів і полів» (керівник — д.т. н., професор М. В. Приймак), «Математичне моделювання та методи обробки циклічних сигналів в інформаційних системах» (керівник — д.т. н., доц. С. А. Лупенко), «Математичне моделювання та ідентифікація параметрів систем масового перенесення в неоднорідних і нанопористих середовищах» (керівники — к.т. н., доц. М. Р. Петрик та проф. Ж. Фрессард (Університет П'єра і Марії Кюрі, Paris 6, Франція)
Фахівців вищої кваліфікації на факультеті готують в аспірантурі та докторантурі за 4-ма науковими спеціальностями: «Математичне моделювання та обчислювальні методи», «Комп'ютерні системи та компоненти», «Фізика твердого тіла», «Механіка деформівного твердого тіла».
При факультеті функціонує спеціалізована Вчена рада із захисту дисертацій на здобуття наукового ступеня кандидата технічних наук за спеціальностями «Математичне моделювання та обчислювальні методи», «Механіка деформівного твердого тіла».
Сповідуючи основні європейські принципи «навчання через дослідження», факультет здійснює міжнародне співробітництво з науковими установами, університетами та підприємствами США, Польщі, Англії, Франції, Канади, Німеччини, Китаю, Норвегії, Іспанії, Португалії, Росії, Сирії, В'єтнаму, Індії.
В рамках підписаних угод щодо європейського науково-освітньої інтеграції, низки французьких освітніх програм (Мережа «n+i», STMicroelectronics, стипендіальні програми французького уряду, франко-фонійної агенції CAMPUS France та інш.) студенти факультету мають смогу стажуватися та підвищувати свій фаховий рівень (з програмної інженерії, технологій проектування ПЗ, промислової інформатики, комп'ютерних мереж) в європейських софтверних та ІТ-компаніях (IBM, Sun, Teamlog, FranceTelecom, MathSoft, STMicroelectronics), лабораторіях університетів франції та інших країн ЄС.
Факультет підтримує тісні зв'язки з провідними підприємствами нашого регіону, вузами України, інститутами НАН України, налагоджено співпрацю із зарубіжними університетами та фірмами.
Навчання на факультеті дає можливість отримати ґрунтовну підготовку за програмами провідних світових компаній в галузях:
- комп'ютерних систем та мереж — Cisco, D-Link;
- операційних систем, прикладних програмних продуктів, бізнес систем — SunMicrosystems, Microsoft, IBM;
- інформаційно-управляючих систем — ACKOH, Schneider Electric, та отримати міжнародний промисловий сертифікат, що надає випускникам беззаперечні переваги на ринку праці, де потрібні талановиті працівники, та у випадку подальших інженерних чи наукових студій.

### Кафедри
- «Комп'ютерних наук»
- «Комп'ютерних систем та мереж»
- «Програмної інженерії»
- «Математичних методів в інженерії»
- загальноінженерна кафедра «Інформатики та математичного моделювання»

### Програми підготовки
Бакалавр:
- 6.050101 Комп'ютерні науки;
- 6.050102 Комп'ютерна інженерія;
- 6.050103 Програмна інженерія;
- 6.170101 Безпека інформаційних і комунікаційних систем;

Магістр:
- 8.05010101 Інформаційні управляючі системи та технології;
- 8.05010201 Комп’ютерні системи та мережі;
- 8.05010302 Інженерія програмного забезпечення;